# Вардарска офанзива
Вардарска офанзива (буг. Офанзива при Вардар) била је војна операција у Првом светском рату, одржана од 15. до 29. септембра 1918. године. Операција се одвијала током завршне фазе Балканске кампање. Савезничке снаге састављене од српских, француских и грчких трупа су 15. септембра напале бугарске положаје у Добром Пољу, тадашњем делу Краљевине Србије (данас Северна Македонија). Напад и претходно артиљеријско деловање имали су погубне ефекте на бугарски морал, што је на крају довело до масовних напуштања положаја.
Друга Антантина формација 18. септембра напала је бугарске положаје у близини Дојранског језера. Ефективно употребом митраљеза и артиљеријске ватре Бугари су успели зауставити напредовање савезника у Дојранском сектору. Међутим, пораз у Добром Пољу присилио је Бугаре да се повуку из Дојрана. Савезници су потискивали 11. немачку армију и бугарску 1. армију дубље у Вардарској Македонији. До 29. септембра, савезници су заузели бивши немачки штаб у Скопљу, чиме су угрозили опстанак немачке 11. армије.
Паралелни развој антимонархистичке побуне коју је предводио Александар Стамболијски присилио је Бугарску да потпише Солунско примирје и повуче се из рата. Споразум је обухватао пуну капитулацију немачке 11. армије, доводећи коначну бројку немачких и бугарских заробљеника на 77.000 и заплену 500 артиљеријских пушака. Бугарска капитулација је преокренула стратешки и оперативни баланс рата против Централних сила. Македонски фронт је окончан у подне 30. септембра, када је ступило на снагу примирје.

## Увод
28. јуна 1914. године убијен је аустроугарски престолонаследник надвојвода Франц Фердинанд, што је убрзало објаву аустроугарске декларације о рату против Краљевине Србије. У сукоб су брзо ушле све главне европске земље, на једној страни Централне силе на другој Антанта чиме је почео Први светски рат.
Србија је поражена током јесење фазе Српске кампање 1915. године, што је навело Француску и Уједињено Краљевство да пребаце своје трупе из Галипољске кампање у Егејску Македонију. Солунски фронт је успостављен са намером да пружи подршку српској војсци у освајању Вардарске Македоније.
Бугарска је 17. августа 1916. године, у Струмичкој офанзиви напала Грчку, лако освајајући грчке територије источно од реке Струме, пошто је грчкој војсци било наређено да се не одупире од стране пронемачког грчког краља Константина. Предаја територија које су тешком муком освојили у Другом балканском рату 1913. године, била је кап која је прелила чашу за присталице Либералне партије и њиховог вође Елефтериоса Венизелоса. Уз помоћ савезника, покренули су државни удар који је осигурао Солун и већину Егејске Македоније, што је довело до националног раскола. У јуну 1917. године венизелисти су стекли потпуну контролу над земљом, одмах прогласивши рат Централним силама и придруживши се Савезничкој војсци Оријента која је била стационирана на Балканском фронту. Улазак Грчке у рат створило је стратешку предност за Антанту.
Савезници су 30. маја 1918. године започели офанзиву на тешко утврђени град Скра, почевши са битком код Скра ди Легена. Користећи тешку артиљерију француско-грчке снаге су брзо стигле до непријатељских ровова, освајајући Скру са околином. Грчки губици су износили: 434—440 погинулих у акцији, 154—164 несталих у акцији и 1,974—2,220 рањених, Француска је имала око 150 убијених или повређених мушкараца. Укупно је 1.782 војника Централних сила пало у заробљеништво, укључујући мали број немачких инжењера и артиљеријских специјалиста који су служили у бугарским јединицама; значајне количине војне опреме такође су пале у руке Антанте. План бугарског контранапада против Скре остао је неиспуњен јер су бугарски војници одбили да учествују у операцији. И грчка и француска штампа искористиле су прилику да величају напоре грчке војске, повољно утичући на мобилизацију у Грчкој.
Пад Скре је подстакао бугарског премијера Васила Радославова да поднесе оставку 21. јуна 1918. године. Александар Малинов, који је преузео функцију премијера, водио је тајне преговоре са Британијом, нудећи излазак Бугарске из рат уз услов да у потпуности задрже источну Македонију. Међутим, британски премијер Дејвид Лојд Џорџ одбацио је предлог, уверавајући грчког амбасадора у Лондону Јоаниса Генадиуса, да Британија неће деловати против грчких интереса.
Крајем јула 1918. године, бугарски врховни командант Никола Жеков послао је немачком фелдмаршалу Паулу фон Хинденбургу поруку у вези са офанзивом Антанте и детаљима о бугарској неспособности да адекватно брани Вардарски део фронта. Жеков је затражио да Немачка одмах учврсти Балкански фронт, наводећи да ће Аустроугарској бити потребно и јачање својих позиција у Албанији. Хинденбург је 17. августа обећао да ће Бугарској пружити подршку када то дозволи ситуација на другом фронту. Хинденбургово одбијање да помогне Бугарској показала се и почетком септембра премештањем последњег немачког батаљона Јегера стационираног у Македонији назад у Немачку.
Бугари су се користећи информације од одбеглих ратних заробљеника, одлучили да се са снагама Антанте сукобе западно од Охрида, код Манастира или Доброг Поља. 27. августа 2. и 3. бугарској дивизији, стационираним у Добром Пољу, наређено је да изврше хитне припреме, јер су нове информације указивале на фронтални напад на Добром Пољу. До 7. септембра Добро Поље је ојачано једном митраљеском четом, шест батаљона и десет тешких хаубица, а генерал Фридрих фон Шолц изјавио је да су одбрамбене мере учиниле одбрану фронта изводљивом. Шолтц није био обавештен о одласку бугарског начелника штаба Николе Жекова и његовој замени од стране Георгија Тодорова. Широко распрострањена непослушност и дезертерство такође су погодиле бугарске трупе које су одбиле да учествују у утврђеним радовима, слаби оброци и умор доприносили су паду морала.
Дан пре савезничке офанзиве, генерал Луј Франше д’Епере израдио је коначни план операције. Прва фаза се састојала од комбинованог француско-српског напада на положаје 2. и 3. бугарске дивизије, за које се очекивало да ће проузроковати пробој линије фронта на подручју Доброг Поља, а истовремено представља опасност за бугарске линије снабдевања на реци Вардар. Врх Доброг Поља висине 1.800 метара доминирао је регионом, пружајући одличне осматрачнице за бранитеље. Добро Поље је било окружено добро развијеним системом ровова који су, у комбинацији с грубим тереном, учинили подручје непроходним за превоз на точковима. Добро Поље је, међутим, био нижи и мање стрм од планина на другим деловима фронта чија је висина у просеку износили 2.000 метара.
Друге британско-француско-грчке снаге би онда напале 1. бугарску армију која се налазила између Вардара и Дорјанског језера, спречавајући је да формира нове одбрамбене положаје у том подручју. Почетни успех омогућио би Армији Оријента да пошаље подршку и другим јединицама у Прилепу, Дизми и Борану. у међувремену, британско-грчке снаге извеле би напад на Беласицу, заузимајући Рупелски превој. Дојрански сектор је претходно био подвргнут двема главним офанзивама Антанте, познатим као Прва битка код Дојрана (август 1916) и Друга битка код Дојрана (април — мај 1917). Оба похода завршена су одлучним бугарским победама, што је приморало савезнике да ограниче своје операције на мање нападе. Између 1916. и јула 1918. бугарска одбрана око Дојрана прошла је период значајне реорганизације под личним надзором генерала Владимира Вазова. Сектор је био подељен на два 14 km (8,7 mi) одбрамбена подручја, заштићена од стране планинске дивизије и 9. пешадијске дивизије. Бугарска је успоставила борбене сигурносне испоставе на удаљености од 2 km (1,2 mi) од непријатељских ровова, истовремено појачавајући одбрану доминантних планина Дуб и Кала Тепе. Слично као код Доброг Поља, одбрана се састојала од низа међусобно пратећих ровова, са уграђеним осматрачницама, положајима митраљеза и артиљеријским пушкама.
Франше д’Епере да савезничка војска умаршира у Демир Хисару, Рупел, Петрици, Благуши, Градецу, Штипу и Белеси пре коначног заузимања Скопља. Јединице стациониране у Кацанији и Тетову спречиле би бочни маневар бугарских снага, док би главнина савезничких снага наставиле ка Штипу и Прилепу. У случају пораза код Доброг Поља и Цене 1. бугарска армија и 11. немачка армија би покушале повлачење на новој одбрамбеној линији на реци Црни. Спречавање таквог повлачења требало би да се спречи брзим, продорним нападом на Градско, планину Дрен и Високу.

## Офанзива

### Битка код Доброг поља
Планом било је предвиђено да артиљеријска припрема почне 14. септембра 1918. у 8 часова, а пешадијски напад 15. септембра у 5:30 часова. У очекивању тог дана оперативни део штаба српске Врховне команде заједно са регентом Александром и војводом Мишићем, провео је на положају целу ноћ између 13. и 14. септембра 1918. У 5 часова сви су изашли на своје осматрачнице. У то време магла је била прекрила цео терен на коме је требало да се изврши напад, а нарочито предео у области Доброг поља и суседних планинских масива у зони дејства српске 2. армије. У први мах изгледало је да артиљеријска припрема неће моћи почети тога дана или бар не у 8 часова, како је било предвиђено. Магла се ипак дизала, удаљавајући се према северу, па је војвода Мишић, по овлашћењу генерала д'Епереа, већ у 6:15 часова послао армијама уговорену шифру за почетак артиљеријске припреме — „Пошаљите једног официра и 8 војника”. Тако је тачно у 8 часова 14. септембра 1918. код обе српске армије отпочела артиљеријска припрема по предвиђеном плану. То је, уједно, био знак за почетак артиљеријске припреме на целом Солунском фронту. Близу 2000 артиљеријских цеви огласило је почетак великог, дуго очекиваног напада савезничких армија на Солунском фронту.
Артиљерија је отпочела дејство по главном положају, рушећи препреке, осматрачнице, а нарочито прве линије ровова. Затим је ватра пренесена на митраљеска гнезда и склоништа на простору између прве и друге линије бугарских ровова, а касније на другу линију ровова и објеката у њеној близини. Док је већи део артиљерије дејствовао по дубини главног положаја, мањи број оруђа наставио је да туче прву линију ровова ради ометања непријатеља да поправља порушене објекте. У поподневним часовима извршена је коректура ватре на Козјак и по прилазним путевима који воде према њему. Део тешке артиљерије одређен за контрабатирање тукао је положаје бугарске артиљерије ради неутралисања. Од непрекидних снажних експлозија и рушења у поподневним часовима над целим фронтом навукли су се густи облаци прашине и дима, тако да су се могле видети само контуре бугарских положаја. Разорно дејство артиљеријске ватре било је врло ефикасно. Савезничка артиљерија је неутралисала противничку артиљерију и аутоматска оружја и разорила његове положаје. Велики део бугарских ровова био је порушен, телефонске линије између штабова и са предњим деловима биле су покидане, многа складишта разорена, осматрачнице порушене, отворени широки пролази у препрекама.
Авијација је фотографисањем и непосредним осматрањем давала важне податке о стању код непријатеља, направљеним брешама у препрекама и уопште о ефекту артиљеријске ватре. Авијација је артиљерији за контрабатирање, такође, давала податке о положају непријатељских батерија у дејству и стално држала на оку комуникације Бугара које су водиле из позадине ка фронту, дајући обавештења о покретима непријатељских резерви. У току дана српске и француске ескадриле извршиле су низ напада бомбама и митраљезима на логоре у долини Мелнице, код Конопишта, код Главића и у селу Подлом. Ловачке патроле спречиле су све покушаје продора непријатељских авиона преко линије фронта и одржале потпуну превласт у ваздуху. У преподневним часовима непријатељска артиљерија је узвраћала врло слабом ватром, јер ју је српско-француска артиљерија за контрабатирање држала у шаху. У поподневним часовима, непријатељска артиљерија је нешто јаче реаговала. Око 15 часова Бугари су нарочито енергично тукли позадину француске 17. колонијалне дивизије. Мада је брзо ућуткана ипак је нанела извесне губитке француским и српским јединицама. Будући да је артиљеријска варта била равномерно распоређена дуж целог фронта, бугарски штабови су били у недоумици где ће бити тежиште напада. Око 9 часова могло се запазити да је највећа концентрација ватре усмерена на Добро поље и положаје источно од њега. Када су из бугарске Дунавске дивизије била упућена мања одељења да провере ефекат артиљеријске ватре, командант бугарске 2. дивизије генерал Иван Русев је закључио да ће тежиште напада бити усмерено на центар његове дивизије, па је наредио да се два батаљона из резерве пребаце на одсек „Мала змијица” (један од тих батаљона налазио се позади 1. бригаде 8. дивизије на добропољском одсеку). Тек после подне бугарски командант дивизије је закључио да треба очекивати главни напад у рејону Доброг поља, па је наредио да се два батаљона 54. пука из долине Градешнице пребаце на вис Шеиновац на Добром пољу. У штабу немачког генерала Шолца, у Скопљу, такође су се колебали о тежишту савезничког напада, сумњајући на рејон Црне реке, Доброг поља и долину Вардара, али су у поподневним часовима наредили померање резерви према фронту српске војске. У току ноћи артиљерија је наставила гађање ради ометања покрета и узнемиравања непријатеља, стално држећи под снажном ватром разорене објекте на његовим положајима и отворе у препрекама које су направиле гранате. Дејство артиљерије било је успешно како због тога што је довело у забуну непријатељске штабове о тежишту напада, тако исто у материјалном и моралном погледу. Бугарски положаји на одсеку Доброг поља били су тешко оштећени. Стрељачки ровови су били већим делом затрпани, склоништа разорена или засута, отворени широки пролази у препрекама, а везе покидане. Мада су губици у људству били сразмерно мали, изгледало је да је отпорна снага Бугара и Немаца јако пољуљана, јер су војници, услед снажног дејства артиљерије, били растројени и заморени, а у току ноћи нису могли да се одморе и психички смире.

### Дојранска битка
После снажне артиљеријске припреме, при чему су масовно употребљаване гранате са отровним гасовима, напад је почео 18. септембра 1918. у 5:08 часова. Прве успехе постигла је дивизија „Серез” генерала Зимбракакиса, која је кренула у напад са великим полетом. Она је брзо освојила непријатељски положај између Мале куроне и Дојранског језера. У 6 часова 1. пук је на десном крилу заузео Дојран и вис Тетон. Час касније 2. пук је заузео коту 340 и заробио 700 Бугара, 1. пук је извршио енергичан продор све до виса Орб на око 2 км северозападно од Дојрана. Али се после снажног бугарског противнапада поколебао и повукао на средокраћу између Орба и Дојрана. Командант дивизије, сматрајући да је немогуће одржати те положаје, наредио је да се тај пук повуче на линију Дојран — кота 340.
Напад 22. дивизије генерала Данкана извршен је у три колоне, од којих је свака по броју одговарала пешадијској бригади: на десном крилу 67. бригада, у центру грчки 3. пук из дивизије „Серез”, а на левом крилу 66. бригада. у другом ешелону се налазила 77. бригада 26. дивизије.
Све три колоне имале непогодан терен за наступање, ипак њихов напад у почетку доста је обећавао. Сва три батаљона 67. бригаде пробила су се кроз појас обезбеђења и местимично успела да се пробију у први ров главног положаја Бугара. Британци се нису дуго одржали на освојеном земљишту, јер су их Бугари узастопним противнападима потиснули из својих ровова и присилили на повлачење. Грчки 3. пук је успео да заузме и трећу линију ровова на главном положају, продревши до положаја „Верен”. Али је услед великих губитака његов замах ослабио, а ватра противничке артиљерије постајала све јача. У међувремену Бугари су предузели противнапад и Грци су (оставши без заштите своје артиљерије) попустили. Око 10 часова они су напустили ров „Танге”, али су све до поподне упорно бранили суседне заузете положаје. Левокрилна 66. бригада, која је имала најважнију улогу у целом нападу, извршила је дубок продор. Када се њен деснокрилни батаљон заплео у жестоке борбе око тачке „П-4” услед недовољне енергије у наступању, цео је план био доведен у питање. Жестока борба око тачке „П-4” је настављена и британски делови су успели да продру у бугарске ровове. Изложени унакрсној ватри Бугара са суседних положаја, уништени су сви који су се задржали у рововима. У обновљеном нападу погинуо је командант батаљона, а батаљон се распао. Средишњи батаљон је продро све до положаја „Мала долина”, али је изгубио две трећине свога људства. Командант батаљона је при томе погинуо. Трећи (резервни) батаљон уведен је у борбу на правцу тачке „П-4”, док cу се претходна два борила прса у прса са Бугарима. Ни његов покушај да се пробије напред није успео. Овај батаљон, упркос томе да је изгубио трећину свог људства, прошао је доста боље у поређењу с другима, јер је после повлачења још био способан да поседне одбрану своје позадне ровове.
Благодарећи темељно извршеним припремама, сви покрети су почели у рану зору 18. септембра. Дивизија „Крит”, предвођена британским водичима, кренула је у 3 часа ноћу. Њен први ешелон (9. и 29. пук) већ је у 5:30 часова неопажено избио пред бугарске предстраже на линији Кара Пазарли — Гевшекли. Бугарска осигурања су се повукла, а њихова артиљерија је почела да туче грчке колоне у покрету. Британска 84. бригада такође је била на маршу као и сва артиљерија. Али како је артиљерија нешто задоцнила услед закрчености путева, грчки пукови су предузели напад на главни бугарски положај између 7:30 и 8 часова, пре него је била извршена артиљеријска припрема. Чим је почела борба, генерал Спилиадес је са својим штабом прешао у село Попово да би био ближе својим трупама, али о томе није обавестио команданта британске 28. дивизије, па је веза међу њима била прекинута. Бугарска артиљерија је успела да покида телефонске везе између пешадијских јединица у нападу и пољске артиљерије, тако да су неке пољске батерије дејствовале по свом нахођењу. Грци су успели да се уклине у бугарски положај јужно од села Николића (9. пука), али се нису могли одржати на заузетом земљишту. Да би заштитили десно грчко крило, делови британске 84. бригаде предузели су наступање ка селу Дервишли, стигавши тамо у 13 часова. Артиљерија 28. дивизије стављена је на располагање дивизији „Крит”, са задатком да од 14:30 до 15 часова изврши нову припрему јуриша грчких трупа. Грци су предузели снажан јуриш, продирући кроз главни положај Бугара на падинама Благе планине. У међувремену, од распрснутих бугарских граната, запалила се сува трава на фронту 9. пука. Пламен се ширио великом брзином. Чете захваћене пламеном су се поколебале и одступиле назад, повлачећи са собом и остале јединице. Трупе дивизије „Крит” и 84. бригада, гоњене ватром бугарских топова, одступиле су преко поља назад и у сумрак се зауставиле иза моста железничке пруге у подножју Круше, претрпевши осетне губитке.

### Наставак операције
Чим је сазнао за резултат првог дана битке код Дојрана, генерал Франше д’Епере је наредио да се напад понови и сутрадан, 19. септембра 1918, инсистирајући на томе да се мора уложити сав напор да се искористи пробој на српском фронту• На основу тога генерал Милн је наредио да 12. корпус изврши напад 19. септембра ујутру, са истим задацима као и претходног дана.
Командант 12. корпуса је за поновни напад имао на располагању Серешку дивизију без 3. пука, који је услед претрпљених губитака морао бити повучен у резерву и ојачану 22. дивизију. Пошто су се 66. и 67. бригада услед великих губитака могле употребити само за држање полазних положаја, команданту 22. дивизије стављена је на располагање за нападно дејство 77. бригада 26. дивизије, која је првог дана напада била у корпусној резерви, затим 2. пук Зуава и 65. бригада, која је била извучена у позадину због епидемије грознице. Напад британске 22. дивизије, која је добила задатак да пробије први положај непријатеља и заузме линију Гран куроне—Долина—Мала долина, од самог почетка је узео неповољан ток. Пошто је Зуавски пук, који је био одређен да напада на центру дивизијског распореда, потпао под снажну концентричну артиљеријску ватру за време наступања према полазном положају и претрпео озбиљне губитке, људство се расуло по забранима око села Даљек и није могао узети учешћа у нападу. Услед тога дошло је до поремећаја у нападу и осталих делова 22. дивизије. 77. бригада је предузела напад и до 10 часова њени батаљони су се уклинили у распоред непријатеља и заузели висове Сугор, Таг и Фаг. Будући да си били усамљени нису могли проширити свој успех. Бугари су извршили противнапад гонећи своје противнике у стопу. Тек после жилаве борбе Британци су успели да се удаље од својих гонилаца, али су при том имали велик број погинулих, заробљених и рањених. После тога бригада се повукла на полазне положаје. Када се сазнало да Зуавски пук неће моћи узети учешћа у нападу, командант левокрилне 65. бригаде наредио је да се одложи напад. Али услед слабих веза 3. батаљон није примио то наређење, па је у одређено време кренуо у напад. Пошто артиљерија, која је била обавештена о одлагању напада, није мењала режим ватре, батаљон је извршио јуриш кроз завесу сопствене артиљеријске ватре и пробио се напред бзз већих губитака. Будући да је батаљон био усамљен и изложен унакрсној ватри и противнападима Бугара, морао је да се повуче и да поново прође преко простора изложеног убитачној ватри сопствене артиљерије. Том приликом батаљон је претрпео велике rубитке. На тај начин, све британске трупе које су тога дана учествовале у нападу већ су се око 10:30 часова вратиле на своје полазне положаје. Серешка дивизија, ојачана једним батаљоном британске 83. бригаде, благовремено је предузела напад са положаја освојених претходног дана. Делови 2. пука су успели, упркос жилавом отпору Бугара, да продру у одбрамбене положаје код Гран курона. Али како су се у међувремену Британци већ били повукли, Бугари су концентрисали јаке снаге против Грка. Дошло је до огорчене блиске борбе на положајима око Хилта, у којој је један грчки батаљон десеткован, па се цео пук, пошто су му оба бока била откривена, повукао са Хилта. Због повлачења 2. пука, 1. пук није ни предузимао напад, већ је остао на свом полазном положају. У 11 часова генерал Милн је, на предлог команданта 12. корпуса, који га је обавестио о неуспеху и великим губицима трупа, наредио да се напад на целом фронту обустави. У дводневној борби код Дојрана Бугари су испољили велику храброст и упорност у одбрани, вешто користећи ватру и активна дејства. Британци и Грци су се храбро борили, али дејствујући неједновремено, без чврстог међусобног садејства и без правовремене довољне артиљеријске подршке, они нису могли своје напоре и жртве крунисати већим успехом. Услед великих губитака које су претрпеле у дводневним борбама (7.220 људи избачено из строја), британско-грчке трупе су биле знатно ослабљене за нова нападна дејства. Бугарске трупе су изгубиле више од 3.000 људи, од којих је око 500 пало у заробљеништво. Од свег освојеног земљишта, једино је дивизија „Серез” задржала појас од око 3 км дубине на западној обали Дојранског језера, као и разорену варош Дојран.

## Последице
У тим хаотичним околностима бугарска делегација је стигла у Солун да би затражила примирје. Дана 29. септембра, Бугари су потписали примирје у Солуну са генералом Франше д’Епереом. Бугарски пад је окренуо стратешки и оперативни баланс рата против Централних сила. Солунски фронт је окончан у подне 30. септембра, када је ступило на снагу примирје. Споразум је укључивао пуну капитулацију 11. немачке армије, доводећи коначну бројку немачких и бугарских заробљеника до 77.000, а савезницима је припало заплењених 500 артиљеријских оруђа. Бугарске снаге угушиле су буну у Радомиру, а 2. октобра њихов краљ Фердинанд I од Бугарске абдицирао је и наредног дана протеран је у изгнанство.
Британска армија је кренула на исток према европском делу Османског царства, док су француске и српске трупе наставиле напредовање на север. Британска армија приближила се Истанбулу, а Османско царство није било у стању да заустави њихово напредовање и 26. октобра затражили су примирје (Примирје са Мудроса). У Србији, српско-француска војска је поново ослободила земљу, прегазивши неколико слабих немачких дивизија које су покушале да блокирају његово кретање близу Ниша. Аустроугарска је 3. новембра била приморана да потпише примирје на италијанском фронту, чиме је завршила своје учешће у рату. 10. новембра, д'Eпереова војска је прешла Дунав и била је спремна да уђе у Угарску. На захтев француског генерала, гроф Михаил Кароли, представник угарске владе, потписао је у Београду још једно примирје.